# Hans Saur
Hans (Johann) Saur (ur. 17 lutego 1922, zm. 26 listopada 1946) – zbrodniarz nazistowski, członek załogi niemieckiego obozu koncentracyjnego Mauthausen-Gusen i SS-Unterscharführer.
W czasie II wojny światowej pełnił służbę w kompleksie obozowym Mauthuasen, między innymi w podobozach Gusen I i Steyr, jako Blockführer i kierownik komand więźniarskich. Saur został po zakończeniu wojny osądzony przez amerykańską komisję wojskową w Salzburgu w dniach 19 czerwca – 22 czerwca 1946. Postawiono mu zarzut zastrzelenia amerykańskiego spadochroniarza, który próbował się poddać. Zdarzenie to miało miejsce 25 lipca 1944. Zeznania obciążające Saura złożyło dwunastu świadków. Oskarżony skazany został na karę śmierci przez powieszenie. Wyrok zatwierdzono 5 listopada 1946, a wykonano pod koniec tego miesiąca.